# Regula Hitz
Regula Hitz (* 12. Juni 1986 in Reinach) ist eine Schweizer Snookerspielerin.
Hitz begann im Jahre 2003 mit regelmässigem Snooker-Training. Sie gilt als eines der grössten Schweizer Talente im Snooker-Sport und steht bei den lizenzierten Damen national unangefochten an der Spitze. Regula Hitz hat vom 6. bis 15. Juni 2006 an den Europameisterschaften im rumänischen Constanța teilgenommen.
2007 und 2008 wurde sie Schweizer Meisterin im Snooker. Im April 2009 sowie in der Saison 2012/13 erreichte sie den Final und wurde hinter Claudia Weber Vizemeisterin. 2013/14 holte sie ihren dritten nationalen Titel und verwies Claudia Weber auf den zweiten Platz.

## Erfolge
- Juni 2006: Teilnahme an den Snooker-Europameisterschaften in Constanța, Rumänien
- April 2007: Schweizer Meisterin Damen am Turnier in Zofingen
- April 2008: Schweizer Meisterin Damen am Turnier in Zofingen
- April 2008: Teilnahme an den Team-Snooker-Europameisterschaften in Glasgow, Schottland
- Oktober 2008: Teilnahme an den IBSF-Snooker-Weltmeisterschaften in Wels, Österreich
- 2013/14: Schweizer Meisterin in Unterentfelden